# Championnat de Yougoslavie de football 1961-1962
Navigation
Saison précédente Saison suivante
La saison 1961-1962 du Championnat de Yougoslavie de football est la trente-troisième édition du championnat de première division en Yougoslavie. Les douze meilleurs clubs du pays prennent part à la compétition et sont regroupées en une poule unique où chaque formation affronte deux fois ses adversaires, à domicile et à l'extérieur. En fin de saison, pour permettre le passage du championnat de 12 à 14 équipes, les deux derniers du classement sont relégués et remplacés par les quatre meilleures équipes de deuxième division.
C'est le club du FK Partizan Belgrade, tenant du titre, qui remporte à nouveau la compétition, en terminant en tête du classement final, avec cinq points d'avance sur le FK Vojvodina Novi Sad et six sur le Dinamo Zagreb. C'est le 4e titre de champion de Yougoslavie de l'histoire du club.

## Les clubs participants
| - Partizan Belgrade - Dinamo Zagreb - FK Étoile rouge de Belgrade - Hajduk Split - FK Vojvodina Novi Sad - NK Rijeka | - Velez Mostar - FK Novi Sad - Promu de D2 - OFK Belgrade - Borac Banja Luka - Promu de D2 - FK Sarajevo - FK Vardar Skopje |

## Compétition

### Classement
Le classement est effectué en utilisant le barème classique (victoire à 2 points, match nul un point, défaite zéro point).
| Rang | Équipe                      | Pts | J  | G  | N  | P  | Bp | Bc | Diff |
| ---- | --------------------------- | --- | -- | -- | -- | -- | -- | -- | ---- |
| 1    | FK Partizan Belgrade (T)    | 31  | 22 | 13 | 5  | 4  | 42 | 22 | +20  |
| 2    | FK Vojvodina Novi Sad       | 26  | 22 | 9  | 8  | 5  | 30 | 25 | +5   |
| 3    | Dinamo Zagreb               | 25  | 22 | 10 | 5  | 7  | 36 | 23 | +13  |
| 4    | FK Étoile rouge de Belgrade | 24  | 22 | 9  | 6  | 7  | 35 | 25 | +10  |
| 5    | Hajduk Split                | 24  | 22 | 8  | 8  | 6  | 30 | 30 | 0    |
| 6    | OFK Belgrade (C)            | 22  | 22 | 7  | 8  | 7  | 37 | 28 | +9   |
| 7    | FK Sarajevo                 | 22  | 22 | 6  | 10 | 6  | 37 | 40 | -3   |
| 8    | NK Rijeka                   | 22  | 22 | 5  | 12 | 5  | 17 | 21 | -4   |
| 9    | Velez Mostar                | 20  | 22 | 7  | 6  | 9  | 17 | 21 | -4   |
| 10   | FK Novi Sad (P)             | 19  | 22 | 7  | 5  | 10 | 27 | 40 | -13  |
| 11   | FK Vardar Skopje            | 18  | 22 | 7  | 4  | 11 | 30 | 37 | -7   |
| 12   | Borac Banja Luka (P)        | 11  | 22 | 3  | 5  | 14 | 26 | 50 | -24  |

|  | Qualification pour la Coupe d'Europe des clubs champions 1962-1963                                |
|  | Qualification pour la Coupe des Coupes 1962-1963                                                  |
|  | Qualification pour la Coupe des villes de foires 1962-1963                                        |
|  | Relégation directe en deuxième division                                                           |
|  | (T) : Tenant du titre (C) : Vainqueur de la Coupe de Yougoslavie (P) : Promu de deuxième division |

- Les quatre premiers sont également qualifiés pour la Coupe Mitropa 1962.

## Bilan de la saison
| Championnat de Yougoslavie de football 1961-1962                        |                                 |
| Champion                                                                | FK Partizan Belgrade (4e titre) |
| Coupes et trophées                                                      |                                 |
| Vainqueur de la Coupe de Yougoslavie 1961-1962                          | OFK Belgrade                    |
| Qualifications continentales                                            |                                 |
| Coupe d'Europe des clubs champions 1962-1963                            | FK Partizan Belgrade            |
| Coupe des Coupes 1962-1963                                              | OFK Belgrade                    |
| Coupe des villes de foires 1962-1963                                    | FK Vojvodina Novi Sad           |
| Coupe des villes de foires 1962-1963                                    | FK Étoile rouge de Belgrade     |
| Coupe des villes de foires 1962-1963                                    | Dinamo Zagreb                   |
| Coupe Mitropa 1962                                                      | FK Vojvodina Novi Sad           |
| Coupe Mitropa 1962                                                      | FK Étoile rouge de Belgrade     |
| Coupe Mitropa 1962                                                      | Dinamo Zagreb                   |
| Coupe Mitropa 1962                                                      | FK Partizan Belgrade            |
| Promotions et relégations                                               |                                 |
| Promus en Prva Liga                                                     | Buducnost Titograd              |
| Promus en Prva Liga                                                     | Zeljeznicar Sarajevo            |
| Promus en Prva Liga                                                     | FK Radnicki Nis                 |
| Promus en Prva Liga                                                     | FK Sloboda Tuzla                |
| Relégués en Championnat de Yougoslavie de football de deuxième division | FK Vardar Skopje                |
| Relégués en Championnat de Yougoslavie de football de deuxième division | Borac Banja Luka                |